# Communes de la province de Vibo Valentia
- Haut – A
- B
- C
- D
- E
- F
- G
- H
- I
- J
- K
- L
- M
- N
- O
- P
- Q
- R
- S
- T
- U
- V
- W
- X
- Y
- Z

## A
- Acquaro
- Arena

## B
- Briatico
- Brognaturo

## C
- Capistrano
- Cessaniti

## D
- Dasà
- Dinami
- Drapia

## F
- Fabrizia
- Filadelfia (Italie)
- Filandari
- Filogaso
- Francavilla Angitola
- Francica

## G
- Gerocarne

## J
- Jonadi
- Joppolo

## L
- Limbadi

## M
- Maierato
- Mileto
- Mongiana
- Monterosso Calabro

## N
- Nardodipace
- Nicotera

## P
- Parghelia
- Pizzo
- Pizzoni
- Polia

## R
- Ricadi
- Rombiolo

## S
- San Calogero
- San Costantino Calabro
- San Gregorio d'Ippona
- San Nicola da Crissa
- Sant'Onofrio
- Serra San Bruno
- Simbario
- Sorianello
- Soriano Calabro
- Spadola
- Spilinga
- Stefanaconi

## T
- Tropea

## V
- Vallelonga
- Vazzano
- Vibo Valentia

## Z
- Zaccanopoli
- Zambrone
- Zungri